# Musée des arts et des sciences d'Éthiopie
Le Musée des arts et des sciences d'Éthiopie est un musée des sciences. Il se situe à Addis-Abeba en Éthiopie et compte 15000 m2 de superficie.

## Historique
Le Musée des arts et des sciences d'Éthiopie ouvre ses portes le 4 octobre 2022 dans le centre d'Addis-Abeba. L'ouverture s'effectue par le Premier ministre Abiy Ahmed accompagné d'autres hauts responsables.
Lors de l'inauguration, Abiy Ahmed a souligné l'importance du musée des sciences pour la transformation numérique parrainée par l'État dans le pays et a promis qu'il offrirait des opportunités d'ateliers aux jeunes. En outre, Abiy a promis que le musée offrirait des opportunités d'ateliers aux jeunes,. La construction vaut au total 1,1 milliard de birr.

## Bâtiment(s)

### Architecture et organisations des salles
Faisant partie de la phase II du projet de développement vert d'Addis-Abeba Riverside, aidé par la Chine, le musée contient une salle d'exposition scientifique et technologique consacrée à la recherche scientifique et au développement. S'étendant sur 6,78 hectares (67 800 m2) au repos, elle possède une salle d'exposition de 15 000 mètres carrés (1,5 ha) de forme circulaire surnommée l'anneau de la sagesse pour désigner la capacité sans fin de l'humanité à créer en permanence,.
La deuxième partie du musée est le Théâtre du Dôme, 450 mètres carrés ( m) pour une salle de cinéma tridimensionnel de 24 mètres ( Unité «  » inconnue du modèle {{Conversion}}.) de haut et pouvant accueillir jusqu'à 200 personnes à la fois. L'inauguration coïncide avec la Conférence panafricaine sur l'intelligence artificielle 2022, acclamée comme un progrès vers la vision de l'avenir de la technologie dans la transformation numérique de l'Afrique.
Dans le musée, il existe plusieurs complexes de bâtiments et des écrans d'affichage interactifs dans des solutions locales dans les domaines de la santé, de la finance, de la cybersécurité, du système d'information géographique (SIG), des industries de services, de l'analyse de données, de la fabrication et de la robotique.